# Biroia taeniocauda
Biroia taeniocauda är en stekelart som först beskrevs av Günther Enderlein 1920.  Biroia taeniocauda ingår i släktet Biroia och familjen bracksteklar. Inga underarter finns listade.